# Tibellus rothi
Tibellus rothi är en spindelart som beskrevs av Schick 1965. Tibellus rothi ingår i släktet Tibellus och familjen snabblöparspindlar. Inga underarter finns listade i Catalogue of Life.